# Acalypha leptorhachis
Acalypha leptorhachis är en törelväxtart som beskrevs av Johannes Müller Argoviensis. Acalypha leptorhachis ingår i släktet akalyfor, och familjen törelväxter. Inga underarter finns listade i Catalogue of Life.